# Сойко Святослав Андрійович
Святослав Андрійович Сойко (24 січня 1990, мис Шмідта, Чукотський автономний округ, на той час — РРФСР — 24 березня 2022, Запорізька область, Україна) — солдат Збройних Сил України, учасник російсько-української війни, що загинув у ході російського вторгнення в Україну.

## Життєпис
Народився 24 січня 1990 року в населеному пункті мис Шмідта, Чукотський автономний округ, на той час — РРФСР, в сім'ї військовослужбовця.
Ще з дитинства мав потяг то туристичних походів, любив гори. Після навчання у школі поступив до Ужгородського національного університету, факультет - " Суспільних наук", після закінчення якого виїхав до Французької республіки та вступив у ряди французького іноземного легіону  (фр. Légion étrangère) 
Згодом разом із друзями вирішив зайнятись організацією турів до Грузії, Франції, Киргизстану.
26 лютого 2022 року повернувся до України, де о 8-й ранку одразу ж прибув до військкомату з метою захисту України від російських окупантів. Він став солдатом, розвідником розвідувального взводу піхотного батальйону 128 ОГШБр.
В ході бойових дій, група розвідників, у складі якої був Святослав Сойко, взяла в полон російського полковника.
Загинув 24 березня 2022 року в боях з російськими окупантами під час зачистки населеного пункту Мирне Запоріжської області.
Похований 4 квітня 2022 року в родинному місті Ужгороді.

## Нагороди
- орден «За мужність» III ступеня (2022, посмертно) — за особисту мужність і самовіддані дії, виявлені у захисті державного суверенітету та територіальної цілісності України, вірність військовій присязі[2].

## Вшанування пам'яті
У липні 2024 року розпорядженням голови Закарпатської ОВА вулицю Білоруську було перейменовано його іменем.